# Ljungskile
Ljungskile ist ein Ort (tätort) in der schwedischen Provinz Västra Götalands län und der historischen Provinz Bohuslän. Der Ort liegt in der Gemeinde Uddevalla zwischen dem Hauptort Uddevalla und Stenungsund. Der Ort liegt an der Autobahn E6, die Trelleborg mit Uddevalla verbindet und weiter nach Svinesund und Norwegen führt.
Überregional ist der Ort für die Fußballmannschaft des Ljungskile SK bekannt, die mehrfach in der erstklassigen Allsvenskan antrat.

## Töchter und Söhne
- Evert Gunnarsson (1929–2022), schwedischer Ruderer